# Palais Hessen-Rotenburg (Kassel)
Koordinaten: 51° 18′ 54″ N, 9° 29′ 50″ O

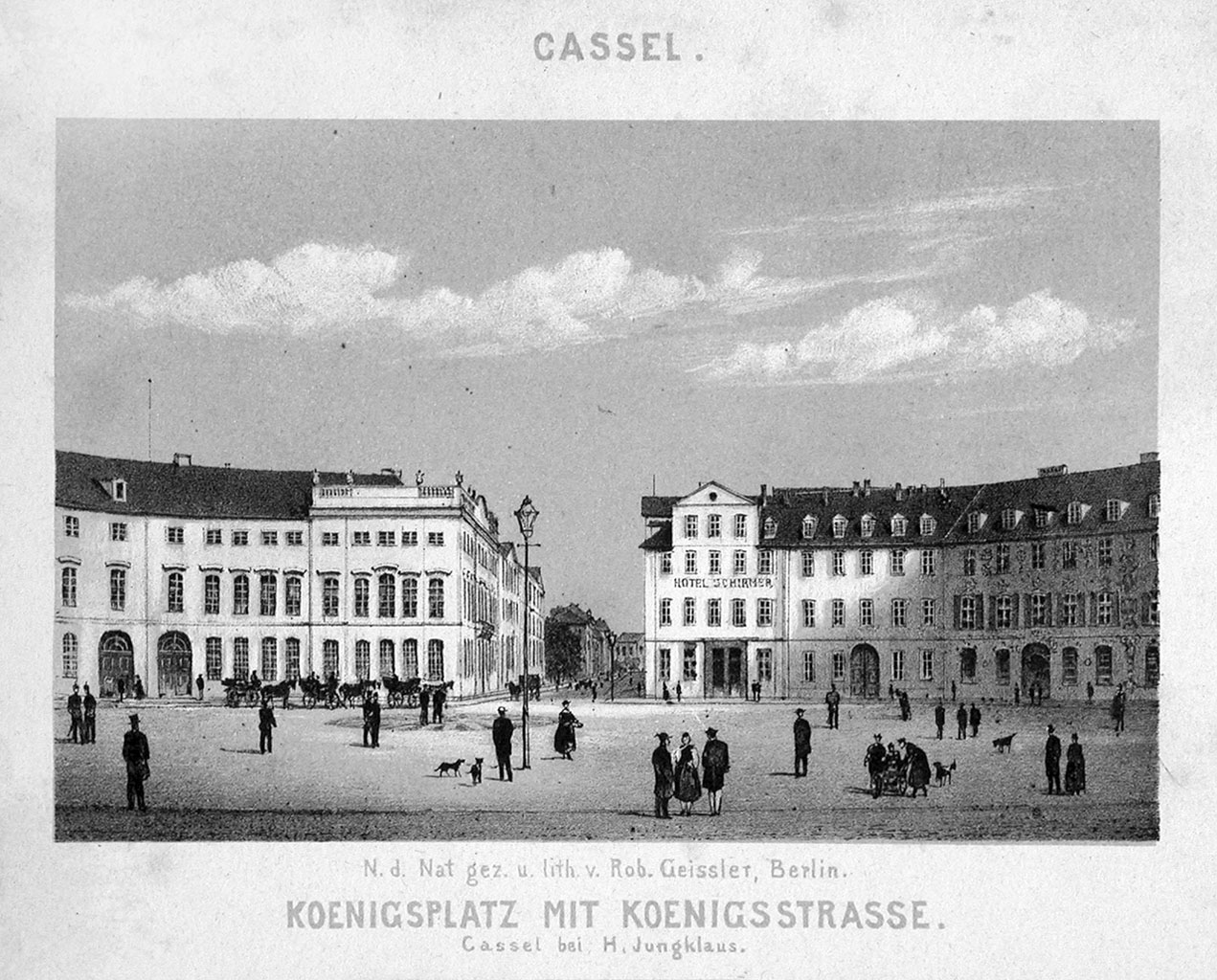
Der Königsplatz mit Blick in die Obere Königsstraße (um 1860); links das Palais Hessen-Rotenburg

Das Palais Hessen-Rotenburg im nordhessischen Kassel war die Stadtresidenz der paragierten Landgrafen von Hessen-Rotenburg, die seit 1629 die teilselbständige Landgrafschaft Hessen-Rotenburg regierten. Das Gebäude wurde 1769 errichtet und 1911 abgerissen.

## Der Bau
Das elegante Monumentalgebäude stand an der Südostecke der Einmündung der Oberen Königsstraße auf den 1767 von dem Architekten und Stadtplaner Simon Louis du Ry im Rahmen der Neugestaltung der Stadt konzipierten Königsplatz. Das dreigeschossige Palais wurde 1767–1769 im Auftrag des Landgrafen Konstantin von Hessen-Rotenburg von dem Architekten Christoph Philipp Diede gebaut. Die Hauptfront lag an der Königsstraße. Ein kleiner fünfsachsiger Seitenflügel am Königsplatz war ursprünglich ein selbständiges Gebäude und nur mit einem sehr schmalen Verbindungsstück an das Hauptgebäude angebunden. Eine hierarchische Geschossgliederung mit einem als Beletage ausgewiesenen ersten Obergeschoss prägte die Rokokofassade. Das Gebäude genoss aufgrund seiner ansprechenden Fassade mit ihren ornamentalen Details, die als „Pariser Bauart“ bezeichnet wurden, hohe Akzeptanz bei der Stadtbevölkerung.

## Geschichte

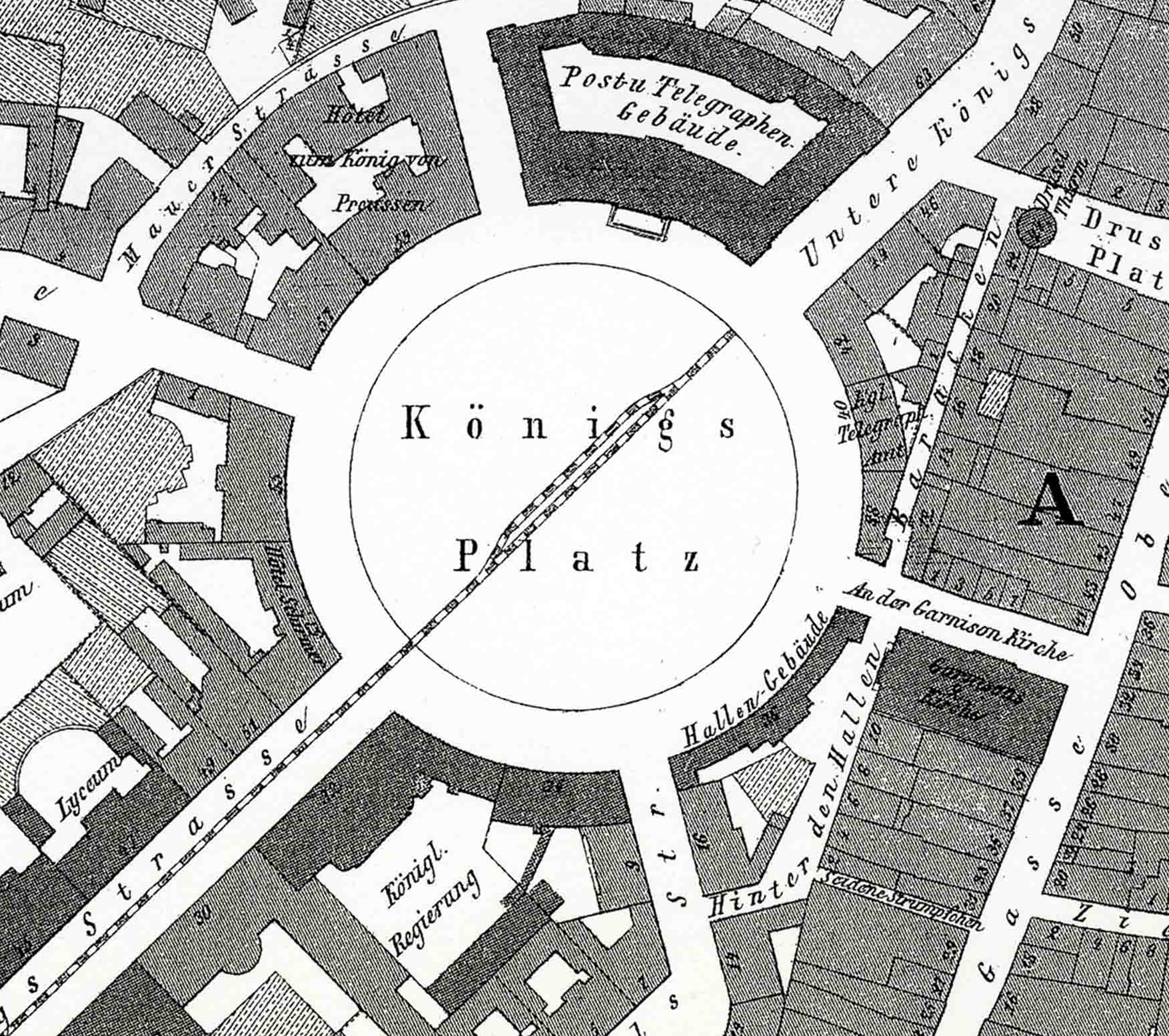
Lageplan Königsplatz und Umgebung, 1877; das einstige Palais Hessen-Rotenburg, am Südwestrand des Platzes, beherbergte zu dieser Zeit die Königlich Bezirksregierung

Der letzte Landgraf von Hessen-Rotenburg, Victor Amadeus, sah sich nach der französischen Besetzung von Kurhessen 1806 und der Schaffung des Königreichs Westphalen im August 1807 und dem Einzug des neuen Königs von Westphalen, Napoleons Bruder Jérôme, in Kassel im Dezember 1807, gezwungen, diesem das Palais Rotenburg in Kassel zu überlassen, um eine dem vertriebenen Kurfürsten geschuldete und nun von Jérôme beanspruchte Summe von 35.000 Talern zu tilgen. Er hatte seine ungefragte Ernennung zum königlichen Kammerherrn abgelehnt und wurde daraufhin von Jérôme der Felonie beschuldigt. Erst nach der Übergabe des Palais bestätigte ihn Jérôme am 10. Juli 1813 als Prinz.
Nach der Restitution von Kurhessen im Jahre 1813 kam das Palais somit in den Besitz des kurhessischen Staates, der es als Verwaltungsgebäude nutzte. In der Zeit um 1822–1833 wurde der zum Königsplatz ausgerichtete Seitenflügel bis an die Einmündung der Karlsstraße und bis an die Rückseite des damaligen Staatsministerialgebäudes verlängert. Da es der Baugrund nicht zuließ, den neuen Königsplatz-Flügel über zehn Achsen als Massivbau zu errichten, wurde der Anbau in verputztem Fachwerk ausgeführt. Seit den 1830er Jahren hatte dann das kurhessische Gesamtministerium seinen Sitz im Palais und dessen Anbauten. Nach der Annexion Kurhessens durch Preußen im Jahre 1866 diente das Palais von Oktober 1867 bis 1882 als Amtsgebäude der Königlich Preußischen Regierung zu Cassel, dem Vorläufer des späteren Regierungspräsidiums.
Der Bau wurde in der Folge lange Zeit als städtisches Kassengebäude genutzt. Lange Zeit plante man auf diesem Grundstück ein neues Rathaus für Kassel. Dann aber, am 26. September 1910, kaufte der 1908 gegründete Hessische Bankverein das Palais Hessen-Rotenburg von der Stadt Kassel. Der Bau wurde im nächsten Jahr bis auf die Kellerräume abgebrochen, und an seiner Stelle wurde 1911–1912 ein Bank- und Geschäftshaus errichtet, das heutige Commerzbank-Haus (Obere Königsstraße 32–34). Es ist das inzwischen älteste Gebäude am Königsplatz. 
Die städtebauliche Verbindung des Palais Hessen-Rotenburg mit dem Weißen Palais am Friedrichsplatz stellte das 1772 erbaute Palais Reichenbach her, das nach seinem Bauherrn ursprünglich Palais Gohr hieß.